# أوسيولا (أركنساس)
أوسيولا (بالإنجليزية: Osceola, Arkansas)‏ هي مدينة تقع في مقاطعة ميسيسيبي، أركنسو بولاية أركنساس في الولايات المتحدة. تبلغ مساحة هذه المدينة 20.2 (كم²)، وترتفع عن سطح البحر 75 م، بلغ عدد سكانها 7757 نسمة في عام 2010 حسب إحصاء مكتب تعداد الولايات المتحدة.

## التركيبة السكانية
حدّد مكتب تعداد الولايات المتحدة بيانات التركيبة السكانية لأوسيولا في تعداد الولايات المتحدة. في ما يلي، التركيبة السكانية حسب تعدادي 2000 و2010.

### تعداد عام 2000
بلغ عدد سكان أوسيولا 8,875 نسمة بحسب تعداد عام 2000، وبلغ عدد الأسر 3,183 أسرة وعدد العائلات 2,313 عائلة مقيمة في المدينة. في حين سجلت الكثافة السكانية 363.9 نسمة لكل كيلومتر مربع (942.5/ميل2). وبلغ عدد الوحدات السكنية 3,551 وحدة بمتوسط كثافة قدره 145.6 لكل كيلومتر مربع (377.1/ميل2).
وتوزع التركيب العرقي للمدينة بنسبة 47.39% من البيض و51.03% من الأمريكيين الأفارقة و0.10% من الأمريكيين الأصليين و0.25% من الأمريكيين ذوي الأصول الآسيوية و0.41% من الأعراق الأخرى و0.82% من عرقين مختلطين أو أكثر و1.34% من الهسبانيون أو اللاتينيون من أي عرق.
بلغ عدد الأسر 3,183 أسرة كانت نسبة 45.3% منها لديها أطفال تحت سن الثامنة عشر تعيش معهم، وبلغت نسبة الأزواج القاطنين مع بعضهم البعض 43.3% من أصل المجموع الكلي للأسر، ونسبة 25.2% من الأسر كان لديها معيلات من الإناث دون وجود شريك،  بينما كانت نسبة 4.2% من الأسر لديها معيلون من الذكور دون وجود شريكة وكانت نسبة 27.3% من غير العائلات. تألفت نسبة 24.4% من أصل جميع الأسر من عدة أفراد يعيشون في نفس المنزل ونسبة 10.3% كانت تتألف من شخص يعيش بمفرده يبلغ من العمر 65 عاماً أو أكثر. وبلغ متوسط حجم الأسرة المعيشية 2.70، أما متوسط حجم العائلات فبلغ 3.20.
بلغ العمر الوسطي للسكان 30.2 عاماً. وكانت نسبة 32.1% من القاطنين تحت سن الثامنة عشر، وكانت نسبة 10.1% بين الثامنة عشر والرابعة والعشرين عاماً، ونسبة 25.2% كانت واقعةً في الفئة العمرية ما بين الخامسة والعشرين والرابعة والأربعين عاماً، ونسبة 19% كانت ما بين الخامسة والأربعين والرابعة والستين، ونسبة 10.4% كانت ضمن فئة الخامسة والستين عاماً فما فوق. يوجد لكل 100 أنثى 86.0 ذكر، ويوجد لكل 100 أنثى في الثامنة عشر من عمرها فما فوق 77.1 ذكر.
بلغ متوسط دخل الأسرة في المدينة 23,163 دولارًا، أما متوسط دخل العائلة فبلغ 26,588 دولارًا. وكان متوسط دخل الذكور 27,526 دولارًا مقابل 18,788 دولارًا للإناث. وسجل دخل الفرد الخاص بالمدينة 12,406 دولارًا. وكانت نسبة 26% من العائلات ونسبة 29.5% من السكان تحت خط الفقر، وكان من هؤلاء نسبة 41.1% تحت سن الثامنة عشر ونسبة 25.7% في الخامسة والستين من العمر وما فوق.

### تعداد عام 2010
بلغ عدد سكان أوسيولا 7,757 نسمة بحسب تعداد عام 2010، وبلغ عدد الأسر 2,950 أسرة وعدد العائلات 1,953 عائلة مقيمة في المدينة. في حين سجلت الكثافة السكانية 318 نسمة لكل كيلومتر مربع (823.6/ميل2). وبلغ عدد الوحدات السكنية 3,328 وحدة بمتوسط كثافة قدره 136.4 لكل كيلومتر مربع (353.3/ميل2).
وتوزع التركيب العرقي للمدينة بنسبة 42.70% من البيض و53.94% من الأمريكيين الأفارقة و0.12% من الأمريكيين الأصليين و0.23% من الأمريكيين ذوي الأصول الآسيوية و0.01% من سكان جزر المحيط الهادئ و1.41% من الأعراق الأخرى و1.60% من عرقين مختلطين أو أكثر و2.46% من الهسبانيون أو اللاتينيون من أي عرق.
بلغ عدد الأسر 2,950 أسرة كانت نسبة 38.2% منها لديها أطفال تحت سن الثامنة عشر تعيش معهم، وبلغت نسبة الأزواج القاطنين مع بعضهم البعض 36.3% من أصل المجموع الكلي للأسر، ونسبة 25.3% من الأسر كان لديها معيلات من الإناث دون وجود شريك،  بينما كانت نسبة 4.7% من الأسر لديها معيلون من الذكور دون وجود شريكة وكانت نسبة 33.8% من غير العائلات. تألفت نسبة 29.9% من أصل جميع الأسر من عدة أفراد يعيشون في نفس المنزل ونسبة 10.2% كانت تتألف من شخص يعيش بمفرده يبلغ من العمر 65 عاماً أو أكثر. وبلغ متوسط حجم الأسرة المعيشية 2.53، أما متوسط حجم العائلات فبلغ 3.14.
بلغ العمر الوسطي للسكان 32.9 عاماً. وكانت نسبة 29.4% من القاطنين تحت سن الثامنة عشر، وكانت نسبة 9.6% بين الثامنة عشر والرابعة والعشرين عاماً، ونسبة 24.7% كانت واقعةً في الفئة العمرية ما بين الخامسة والعشرين والرابعة والأربعين عاماً، ونسبة 25.1% كانت ما بين الخامسة والأربعين والرابعة والستين، ونسبة 11.3% كانت ضمن فئة الخامسة والستين عاماً فما فوق. وتوزع التركيب الجنسي للسكان بنسبة 48.2% ذكور و51.8% إناث.

## أعلام
- هوراس ميرفي
- شيكو فليتشير
- كورتيز كينيدي
- كيمونز ويلسون
- كالفين فريزر

## وصلات خارجية
- City Website
- The US50 - Cities and Towns in Arkansas State
- 2012 United States Census Estimate